# Federazione di softball della Slovacchia
La Federazione slovacca di softball (svk. Slovenská softbalová asociácia) è un'organizzazione fondata nel 1990 per governare la pratica del softball in Slovacchia.
Organizza il campionato di softball slovacco, e pone sotto la propria egida la nazionale di softball femminile.